# جوليان كونينغهام
جوليان كونينغهام (بالإنجليزية: Julian Cunningham)‏ هو عسكري أمريكي، ولد في 1 مايو 1893 في بليرسفيل في الولايات المتحدة، وتوفي في 22 أغسطس 1972.